# Orestes Junior Alves
Orestes Júnior Alves (Lavras, Brasil, 24 de marzo de 1981) es un exfutbolista brasileño.

## Clubes
| Club                | País     | Año        |
| ------------------- | -------- | ---------- |
| São Paulo FC        | Brasil   | 2001       |
| Portuguesa Santista | Brasil   | 2001       |
| Santos FC           | Brasil   | 2001-2002  |
| Os Belenenses       | Portugal | 2002-2003  |
| Vitória Setúbal     | Portugal | 2003-2004  |
| FC Maia             | Portugal | 2004-2005  |
| CD Santa Clara      | Portugal | 2005-2006  |
| Naval 1º Maio       | Portugal | 2006-2007  |
| Hansa Rostock       | Alemania | 2007-2010  |
| Naval 1º Maio       | Portugal | 2010-2011  |
| Damash Gilan        | Irán     | 2011- 2012 |